# Virola polyneura
Virola polyneura är en tvåhjärtbladig växtart som beskrevs av William Antônio Rodrigues. Virola polyneura ingår i släktet Virola och familjen Myristicaceae. Inga underarter finns listade i Catalogue of Life.